# Брунс, Вальтер
Вальтер Брунс (нем. Walther Bruns; 25 июня 1889, Гданьск — 30 января 1955, Бонн) — немецкий воздухоплаватель, полковник.  Выступил инициатором создания "Международного исследовательского общества по исследованию Арктики с использованием воздушных судов" (Аэроарктика). Обращался к советскому правительству для реализации своего коммерческого проекта по трансарктическим перевозкам. Участник полярного полёта дирижабля "Граф Цеппелин". 
Вальтер Брунс был известен в годы Первой Мировой войны как пилот, управляющий военными дирижаблями. Окончание войны и подписание Германией Версальского мирного договора, запретившего строительство дирижаблей, привело В.Брунса к необходимости поиска возможности использования дирижаблей в гражданских целях. Пытаясь найти применение немецким технологиям в 1924 г., В. Брунс создает «Международное общество по изучению Арктики при помощи воздушного корабля» (сокращенно – «Аэроарктик»).
В этом же 1924 г. он обращается к советскому правительству с просьбой разместить на советской территории пункты обслуживания грузопассажирских дирижаблей, которые следовали бы по маршруту из Амстердама в Йокогаму и далее в Сан-Франциско. В благодарность за поддержку В. Брунс предложил советскому правительству технологии по созданию военных дирижаблей, которые, как предполагали в те годы, имели бы большое значение при патрулировании удаленных территорий.
Предложения В. Брунса об использовании дирижаблей с военными целями были направлены 16 апреля 1926 г. комиссару Военно-Морских сил В. И. Зофу, комиссару Военной академии РККА Р. А. Муклевичу, заместителю наркома по военным и морским делам СССР И. С. Уншлихту и начальнику Военно-воздушных сил РККА П. И. Баранову. 
Проект В. Брунса был детально рассмотрен в Госплане А.А. Яриловым, который отметил малую пользу для советского правительства от трансарктических коммерческих перелетов. Однако, по его мнению, применение немецких технологий для организации собственного производства дирижаблей, а затем их использование для снабжения населения Крайнего Севера, сулило большие перспективы. А.А. Ярилов считал, что советскому правительству с помощью немецких инженеров было по силам построить в течение года два дирижабля-разведчика и пять станций с причальными мачтами.
На 2-й Генеральной ассамблее Аэроарктики в июне 1928 г. в Ленинграде по предложению В. Брунса и  Г. Вегенера был создан исследовательский совет, который подготовил научную программу арктического путешествия. В ноябре 1928 г. Хуго Эккенер в качестве директора заводов по производству дирижаблей подтвердил предоставление дирижебля LZ–127 «Граф Цеппелин» для двух полетов в 1930 г. 
Первый полёт дирижабля должен был пройти из Ленинграда в Ном на Аляске и обратно, поэтому В.Брунс отправился в Америку с Ф. Нансеном в 1929 г., чтобы построить причальные мачты для дирижабля в Номе и объявить о программе научного общества «Аэроарктика» за рубежом. Смерть Нансена в 1930 г. отложила осуществление проекта трансарктического перелёта на дирижабле LZ–127 «Граф Цеппелин».
10 сентября 1930 г. Вальтер Брунс прилетел в Москву на дирижабле «Граф Цеппелин», которым управлял Хуго Эккенер. С 26 по 30 июля 1931 года дирижабль пролетел над значительной частью советской Арктики по маршруту Архангельск, Земля Франца-Иосифа, Северная Земля, Мыс Челюскин, Диксон, Новая Земля, Архангельск, произведя при этом подробную аэрофотосъёмку. Во время перелёта дирижабль совершил посадку на воду в бухте Тихой острова Гукера (Земля Франца-Иосифа) и обменялся почтой с советским ледоколом «Малыгин», на борту которого в тот момент находились, в частности, И. Д. Папанин и Умберто Нобиле. Эти отправленные в основном филателистами разных стран мира почтовые отправления (общим количеством 46 444), погашенные в Арктике, были одним из источников финансирования экспедиции. На борту дирижабля находился также журналист Артур Кёстлер.
В 1933 году Брунс ушёл в отставку с поста генерального секретаря Аэроарктики. По финансовым причинам выпуск журнала "Арктика" был приостановлен. В 1937 г. общество Аэроарктика распалось.